# Rostmaskad sångare
Rostmaskad sångare (Malcorus pectoralis) är en fågel i familjen cistikolor inom ordningen tättingar.

## Utseende och läte
Rostmaskad sångare är en långstjärtad och ljus sångare. Den har en rostfärgad fläck på sidan av huvudet och ett prydlig svart band tvärs över strupen. I övrigt är undersidan vit. Ungfågeln kan sakna strupbandet och är mer färglös i ansiktet. Sången består av en ljus drill, ”tzeee”, som upprepas sex till 20 gånger i snabb följd.

## Utbredning och systematik
Rostmaskad sångare placeras som enda art i släktet Malcorus. Den delas in i tre underarter med följande utbredning:
- Malcorus pectoralis etoshae – norra Namibia (Etosha Pan till norra Damaraland)
- Malcorus pectoralis ocularius – Namibia till Botswana samt nordvästra och nordcentrala Sydafrika
- Malcorus pectoralis pectoralis – sydvästra och centrala Sydafrika, österut till sydvästra Fristatsprovinsen

### Familjetillhörighet
Cistikolorna behandlades tidigare som en del av den stora familjen sångare (Sylviidae). Genetiska studier har dock visat att sångarna inte är varandras närmaste släktingar. Istället är de en del av en klad som även omfattar timalior, lärkor, bulbyler, stjärtmesar och svalor. Idag delas därför Sylviidae upp i ett antal familjer, däribland Cisticolidae.

## Levnadssätt
Rostmaskad sångare föredrar torra öppna buskmarker på sparsamt bevuxna slätter. Där födosöker de i låga buskar eller hoppar runt på marken med stjärten rest.

## Status
Arten har ett stort utbredningsområde och beståndet anses stabilt. Internationella naturvårdsunionen IUCN listar den därför som livskraftig (LC).